# Dubnium
Dubnium (chemická značka Db) je 13. transuranem, silně radioaktivní kovový prvek, připravovaný uměle v jaderném reaktoru nebo urychlovači částic.
Dubnium doposud nebylo izolováno v dostatečně velkém množství, aby bylo možno určit všechny jeho fyzikální konstanty. Při své poloze v periodické tabulce prvků by svými vlastnostmi mělo připomínat tantal.

## Historie

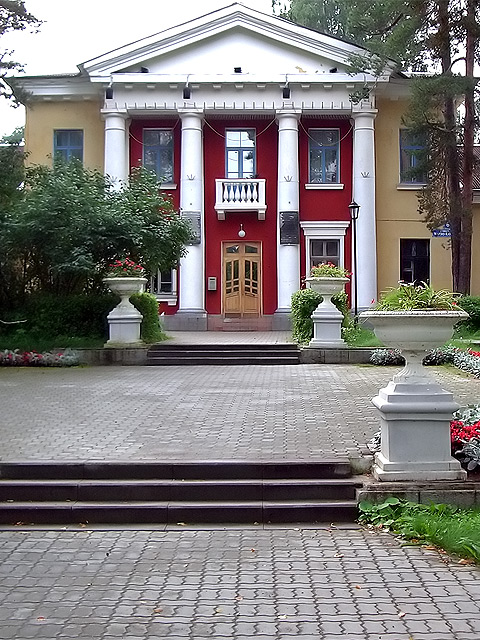
Dubna – Vědecký dům

První příprava prvku s atomovým číslem 105 byla ohlášena roku 1967 v laboratořích Ústavu jaderného výzkumu v Dubně v bývalém Sovětském svazu pomocí urychlovače částic. Byl přitom bombardován terč z americia 243Am urychlenými ionty neonu. Byl ohlášen vznik dvou izotopů nového prvku s atomovým číslem 105 a relativní atomovou hmotností 260 a 261,
 243
95 Am +  22
10 Ne →  260
105 Db + 5  1
0 n,
 243
95 Am +  22
10 Ne →  261
105 Db + 4  1
0 n.
Vědci kalifornské university v Berkeley v roce 1970 za pomoci lineárního urychlovače částic bombardováním terče z izotopů kalifornia 249Cf jádry dusíku 15N získali nový prvek s atomovým číslem 105 a relativní atomovou hmotností 260,
 249
98 Cf +  15
7 N →  260
105 Db + 4  1
0 n.
V Sovětském prostoru byl nový prvek pojmenován nielsbohrium (s chemickou značkou Ns) na počest dánského fyzika Nielse Bohra. V Americkém prostoru byl naopak pojmenován hahnium (s chemickou značkou Ha) na počest německého jaderného fyzika Otto Hahna. Zasedání IUPAC v roce 1997 nakonec definitivně rozhodlo o pojmenování prvku dubnium (s chemickou značkou Db) po místě svého prvního vzniku (tj. po městě Dubna).

## Izotopy
Dnes je známo celkem 16 izotopů dubnia, nejstabilnější izotop 268Db má poločas přeměny 32 hodin.
| Izotop | Rok objevu     | Reakce           | Poločas přeměny |
| ------ | -------------- | ---------------- | --------------- |
| 255Db  |                |                  | 1,6 s           |
| 256Db  | 1983? , 2000   | 209Bi(50Ti,3n)   | 1,6 s           |
| 257Db  |                |                  | 2,3 s           |
| 257Dbg | 1985           | 209Bi(50Ti,2n)   | 1,50 s          |
| 257Dbm | 2000           | 209Bi(50Ti,2n)   | 0,67 s          |
| 258Db  | 1976? , 1981   | 209Bi(50Ti,n)    | 4,2 s           |
| 259Db  | 2001           | 241Am(22Ne,4n)   | 0,51 s          |
| 260Db  | 1970           | 249Cf(15N,4n)    | 1,52 s          |
| 261Db  | 1968           | 249Bk(16O,4n)    | 1,8 s           |
| 262Db  | 1971           | 249Bk(18O,5n)    | 35 s            |
| 263Db  | 1971 (?), 1990 | 249Bk(18O,4n)    | 27 s            |
| 264Db  |                |                  | ?               |
| 265Db  |                |                  | ?               |
| 266Db  | 2006           | 237Np(48Ca,3n)   | ?               |
| 267Db  | 2003           | 243Am(48CaCa,4n) | 73 min          |
| 268Db  | 2003           | 243Am(48Ca,3n)   | 32 h            |
| 269Db  |                |                  | ?               |
| 270Db  |                |                  | 1,0 h           |